# 人類呼吸道合胞病毒
人類呼吸道合胞病毒（human respiratory syncytial virus，hRSV，RSV）又稱呼吸道融合病毒，ICTV学名人正肺病毒（Orthopneumovirus hominis），為副黏液病毒科肺病毒屬中型單鏈RNA病毒。RSV因其表面的F蛋白会导致邻近的细胞膜融合，产生大型多核合胞体而得名。
RSV抗原亚型分為A，B兩型， 两者区别基于病毒包膜的F和G表面蛋白对单克隆抗体的反应性。

## 生活史
RSV病毒好發於秋季至晚春季，有時夏季亦可見，病毒潛伏期（latent period）約2至8天，病毒脫落期（shedding period）一般為3至7天，但幼兒可長達2至3週，故對嬰幼兒較易造成流行，也常造成感染之嬰幼兒常需住院治療。傳染途徑經由人與人直接接觸傳染，也會經由接觸感染過之體液而被傳染，故預防感染應以實施接觸隔離為主，例如空間隔離、與病童接觸者應嚴格實施手及其他接觸部位之清潔，病童使用過之玩具與器具也應妥善洗淨消毒...等都要嚴格實施。

## 檢驗方式
目前認為RSV感染以臨床表徵最為重要，詳細病史配合身體理學檢查即可診斷。而抽血檢驗與放射線檢查則不宜作為診斷依據（證據等級C）。

## 预防药物
目前以使用Palivizumab（Synagis®）為主。SYNAGIS不是疫苗——它是在整个RSV季节每月注射一次，通常在秋季开始并持续到春季。

## 疫苗
疫苗的研发已经有数十年，但是没有疫苗上市。辉瑞、葛兰素史克和莫德纳正在积极研发疫苗。辉瑞（Pfizer）公司2021年7月底宣布计划在两个月内开始对成人呼吸道合胞病毒疫苗进行3期试验，并于2022年初完成。2021年8月，莫德纳的人类呼吸道合胞病毒疫苗（mRNA-1345）获得美国食品药品监督管理局)（FDA）快速通道指定 。

## 外部連結
- https://web.archive.org/web/20160305062455/http://smallcollation.blogspot.com/2013/02/paramyxoviridae.html 微生物免疫學-Paramyxoviridae(副黏液病毒科)]